# Johan August Wahlberg
Johan August Wahlberg (Lagklarebäck, Suécia, 9 de Outubro de 1810 - Lake Ngami, Bechuanalandia, 6 de Março de 1856) foi um  explorador e naturalista sueco.